# A. F. P. Hulsewé
Anthony François Paulus Hulsewé (Berlin, 1910. január 31. – Romont, 1993. december 26.; kínai neve pinjin hangsúlyjelekkel: Hé Sìwéi; magyar népszerű: Ho Sze-vej; kínaiul: 何四維.) holland sinológus, a leideni egyetem professzora.

## Élete és munkássága
Anthony François Paulus Hulsewé 1910, január 31-én egy akkor Berlinben élő holland család gyermekeként született. Általános iskolai tanulmányait is itt végezte, majd a család áttelepült Hollandiába. 1928 őszén kezdte meg egyetemi tanulmányait a leideni egyetemen, ahol egyik oktatója J. J. L. Duyvendak volt. Egyetemi tanulmányai végeztével 1931-ben kiköltözött Pekingbe, ahol tovább mélyítette kínai tanulmányait. Egykori osztálytársa Marius van der Valk biztatására kezdte el tanulmányozni a kínai jogtörténetet, amely területen kiemelkedő eredményeket ért el. A második világháború végén visszatért Hollandiába, ahol egykori mestere, Duyvendak állást ajánlott neki a leideni egyetemen. Duyvendak halála után ő lett a nagy jelentőségű sinológiai szakfolyóirat, a T’oung Pao holland főszerkesztője, amely munkát nyugdíjba vonulásáig, 1975-ig végezte.

### Főbb művei
- Hulsewé, A.F.P.. Remnants of Han Law, Volume 1: Introductory Studies and an Annotated Translation of Chapters 22 and 23 of the History of the Former Han Dynasty, Sinica Leidensia. Leiden: Brill (1955)
- Hulsewé, A.F.P. (1957). „Han-time Documents: A Survey of Recent Studies Occasioned by the Finding of Han-time Documents in Central Asia”. T'oung Pao 45, 1–50. o.
- Hulsewé, A.F.P. (1975). „The Problem of the Authenticity of Shih-chi Chapter 123, the Memoir on Ta Yüan”. T'oung Pao 61, 83–147. o.
- Hulsewé, A.F.P.. China in Central Asia, the Early Stage: 125 B.C. – A.D. 23, an Annotated Translation of Chapters 61 and 96 of the History of the Former Han Dynasty, Sinica Leidensia. Leiden: Brill (1979)
- Hulsewé, A.F.P.. A Lawsuit of A.D. 28, Studia Sino-mongolica – Festschrift für Herbert Franke. Wiesbaden: Steiner Verlag, 23–34. o. (1979)
- Hulsewé, A.F.P.. Remnants of Ch'in Law: An Annotated Translation of the Ch'in Legal and Administrative Rules of the 3rd Century B.C., Discovered in Yun-meng Prefecture, Hu-pei Province, in 1975, Sinica Leidensia. Leiden: Brill (1985)
- Hulsewé, A.F.P.. Ch'in and Han Law, The Cambridge History of China, Volume 1: The Ch'in and Han Empire. Cambridge: Cambridge University Press, 520–544. o. (1986)